# 池田博穂
池田 博穂（いけだ ひろお、1950年 - ）は、日本の映画監督、脚本家。

## 人物
秋田県大仙市出身。法政大学を卒業後、全国農村映画協会(全農映)に助監督として参加。山本薩夫、今井正、橘祐典、後藤俊夫などの監督に師事。「天保水滸伝 大原幽学」「東京大空襲・戦争と青春」「ガラスのうさぎ」「マタギ」「オーロラの下で（日ソ合作）」などの作品に助監督他として携わる。
監督作品として「豊饒の大地」「江戸前料理・粋と洒落」「犬張子」、その他テレビドキュメントを含めて多数制作。近作では、特高警察による取調べ中に拷問死したプロレタリア作家 小林多喜二を描いた長編記録映画「時代を撃て 多喜二」、2003年の鹿児島県警察による違法捜査事件（志布志事件）を扱った日弁連制作の短編映画「つくられる自白—志布志の悲劇—」、足尾銅山鉱毒事件を告発した田中正造の生涯を綴った「赤貧洗うがごとき〜田中正造と野に叫ぶ人々〜」等。「平和」と「生きることの大切さ」を訴えかける社会派の作品を手がける。

## 主な作品（助監督他として関わった作品）
- 「天保水滸伝 大原幽学」（1976年　富士映画／監督：山本薩夫）助監督
- 「あしたの火花」（1977年　共同映画／監督：橘祐典）演出助手
- 「ガキ大将行進曲」（1979年　青銅プロダクション／監督：大澤豊）助監督
- 「マタギ」（1982年　青銅プロダクション／監督：後藤俊夫）助監督
- 「こんにちはハーネス」（1983年・全国映画センター／監督：後藤俊夫）助監督
- 「せんせい」（1983年　こぶしプロダクション／監督：大澤豊）助監督
- 「ボクちゃんの戦場」（1985年　こぶしプロダクション／監督：大澤豊）助監督
- 「母さんの樹」（1986年　映画「母さんの樹」製作配給委員会／監督：橘祐典）助監督
- 「オーロラの下で」（1990年　東映・テレビ朝日・こぶしプロダクション／監督：後藤俊夫）監督補佐
- 「戦争と青春」（1991年　こぶしプロダクション・松竹／監督：今井正）助監督

## 主な作品（監督作品）
- 「豊饒の大地」（1988年）
- 「東京大空襲・子どもたちの証言」（1993年）
- 「江戸前料理・粋と洒落」（1995年）
- 「犬張子」（1996年）
- 「憲法—今と未来の世代のために(ビデオ)」（2004年）
- 「時代（とき）を撃て・多喜二」（2005年）脚本・監督
- 「つくられる自白—志布志の悲劇—」（2006年・日弁連、青銅プロダクション）脚本・監督
- 「赤貧洗うがごとき〜田中正造と野に叫ぶ人々〜」（2006年）脚本・監督
- 「弁護士 布施辰治」（2010年）脚本・監督
- 「一粒の麦 地 に落ちなば～求道の人 角田儀平治～」（2011年・製作 角田義一）脚本・監督
- 劇映画「渡されたバトン〜さよなら原発〜」（2012年・製作「日本の青空Ⅲ」製作委員会／脚本：ジェームス三木）監督